# دانشگاه ملی

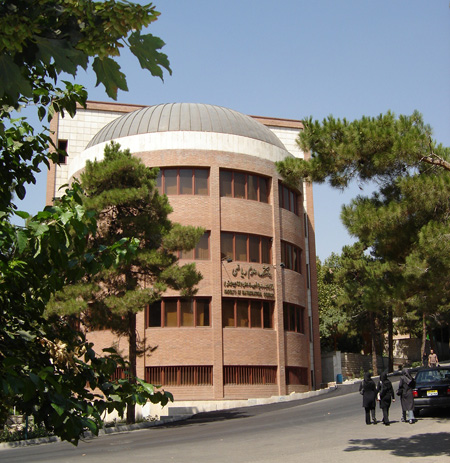
دانشگاه شهید بهشتی، دانشگاه ملی ایران سابق

دانشگاه ملی دانشگاهی است که عموماً توسط دولت بازگشایی یا مدیریت می‌شود اما همزمان به‌طور خودمختار کار می‌کند و دولت آن را مستقیماً کنترل نمی‌کند. برخی از دانشگاه‌های ملی با آرمان‌های فرهنگی یا سیاسی ملی نیز همراه هستند.
برای نمونه دانشگاه ملی ایرلند در اوایل دوران استقلال ایرلند اطلاعات بسیاری را در مورد زبان و فرهنگ ایرلندی جمع‌آوری کرد. در آرژانتین دانشگاه‌های ملی پس از اصلاحات دانشگاهی ۱۹۱۸ و پس از آن پدید آمدند که با اعطای خودگردانی به آن‌ها، یک نظام دانشگاهی سکولار بدون نفوذ مستقیم روحانیت یا دولت را به وجود آوردند.
دانشگاه شهید بهشتی نیز پیش از انقلاب با نام دانشگاه ملی شناخته می‌شد و دانشجویان نسبت به پرداخت شهریه اقدام می‌کردند‌.
در حال حاضر، دانشگاه ملی مهارت بزرگترین دانشگاه ملی ایران است. این دانشگاه تا قبل از سال ۱۴۰۳ با نام دانشگاه فنی و حرفه ای شناخته می‌شد.